# Le Vésinet
Le Vésinet este o comună franceză, situată în departamentul Yvelines, în regiunea Île-de-France.
Oficial înființată ca o comună autonomă la 31 mai 1875, aceasta prezintă particularitatea de a fi luat naștere dintr-unul dintre primele lotizări create în regiunea pariziană la sfârșitul secolului al XIX-lea.
Este o comună rezidențială din vestul parizian, organizată în jurul unor parcuri, lacuri și râuri artificiale, deservită de artere verzi cu arbori de peste o sută de ani.

## Geografie

### Localizare
Comuna Le Vésinet se află în mijlocul unei meandre a Senei, fără acces direct la fluviu, la 19 kilometri vest de Paris și la patru kilometri est de Saint-Germain-en-Laye.
Teritoriul este format dintr-o câmpie aluvionară, situată între 28 de metri altitudine (la nivelul sensului giratoriu din Le Pecq) și 45 de metri altitudine (la extremitatea estică a drumului către Montesson), cu o pantă ușoară din nord-est către sud-vest.

### Comune limitrofe
| Montesson         | Montesson         | Chatou            |
| Le Pecq           |                   | Chatou            |
| Croissy-sur-Seine | Croissy-sur-Seine | Croissy-sur-Seine |

### Climă
În 2010, clima comunei este de tipul climatului oceanic degradat al câmpiilor din Centru și Nord, conform unui studiu al Centrului Național de Cercetare Științifică (CNRS) pe baza unui set de date care acoperă perioada 1971-2000 bazat pe o serie de date din perioada 1971-2000. În 2020, Météo-France a publicat o tipologie a climatului pentru Franța metropolitană, în care comuna este expusă unui climat oceanic și se află în regiunea climatică Sud-vest a bazinului Parisian, caracterizată printr-o ploaie redusă, în special primăvara (120-150 mm) și o iarnă rece (3,5 °C).
Pentru perioada 1971-2000, temperatura anuală medie este de 11,7 °C, cu o amplitudine termică anuală de 14,8 °C. Cumulul anual mediu de precipitații este de 644 mm, cu 10,6 zile de precipitații în ianuarie și 8 zile în iulie. Pentru perioada 1991-2020, temperatura medie anuală observată la stația meteorologică Météo-France cea mai apropiată, situată în comuna Toussus-le-Noble la 14 km distanță, este de 11,5 °C, iar cumulul anual mediu de precipitații este de 677,0 mm.
Pentru viitor, parametrii climatici estimati pentru comună pentru anul 2050, conform diferitelor scenarii de emisii de gaze cu efect de seră, pot fi consultati pe un site dedicat publicat de Météo-France în noiembrie 2022.

## Urbanism

### Tipologie
La 1 ianuarie 2024, Le Vésinet este clasificată drept mare centru urban, conform noii grile comunale de densitate cu șapte niveluri definită de INSEE (Institutul Național de Statistică și Studii Economice) în 2022. Aceasta aparține unității urbane a Parisului, o aglomerație inter-departamentală care cuprinde 407 comune, dintre care face parte ca o comună din suburbii. În plus, comuna face parte din aria metropolitană a Parisului, fiind una dintre comunele de la periferie, această zonă reunind 1.929 de comune.

### Căi de comunicație și transporturi

#### Căi rutiere
Comunicarea este asigurată prin patru axe principale care radiază din piața République, situată pe locul fostei intersecții forestiere în formă de stea:
- Drumul către Sartrouville (RD 121), în direcția nord;
- Drumul către Montesson (RD 311), în direcția nord-est;
- Bulevardul Carnot (RD 186), în direcția est;
- Drumul către Croissy (RD 121), în direcția sud-est.
- Bulevardul Carnot leagă podul din Le Pecq de podul din Chatou și reprezintă principala arteră a comunei.

Comuna este conectată la autostrada A86 prin podul din Chatou și la autostrada A13 prin nodurile rutiere din Saint-Germain-en-Laye sau Rocquencourt.

#### Transport feroviar
Le Vésinet este deservită de două stații ale liniei RER A: Le Vésinet-Centre și Le Vésinet - Le Pecq, care oferă legături cu Parisul prin La Défense și cu Saint-Germain-en-Laye.

## Toponimie
Menționarea localității Vésinet apare pentru prima dată într-un document din anul 704, emis de regele Childebert al III-lea, sub denumirile Visinolium, Vesiniolum, Visiniotum, Visiniolo în anul 768.
Conform lui Dauzat, numele „Vésinet” ar proveni din latină, din cuvântul vicinicum, și ar însemna „cătun”. Însă, originea este de fapt visiniolum, care înseamnă „loc apropiat”. Această a doua ipoteză este mai plauzibilă, deoarece, în perioada redactării celor mai vechi documente, între secolele al VIII-lea și al IX-lea, când apar termenii visiniolum și visiniolo, nu exista încă un cătun, ci doar un teren, o pădure care era cedată sub formă de feudă către Alpicum (Le Pecq). Era o rezervă de lemn destinată micii mănăstiri stabilite la Le Pecq și câtorva zeci de familii adunate în jurul unui mic oratoriu de lemn dedicat Sfântului Wandrille, situat pe malul stâng al Senei.

## Istorie

### Evul Mediu
Într-un document din anul 704, regele Childebert al III-lea acordă pământurile din Pecq și anexa acestora, Le Vésinet, călugărilor de la abația Fontenelle, care va fi cunoscută sub numele de Saint-Wandrille în secolul al XII-lea.
Teritoriul actual al localității Le Vésinet era atunci acoperit de o pădure, parte a vechii păduri Yveline, achiziționată de regele Francisc I în secolul al XVI-lea, care a rămas mult timp un domeniu de vânătoare al coroanei.
Din Evul Mediu până în timpul domniei lui Ludovic al XIV-lea, pădurea avea o reputație proastă; cu toate acestea, acest lucru nu l-a împiedicat pe Ludovic al XIV-lea să vâneze acolo folosind șoimi.

### Epoca Modernă

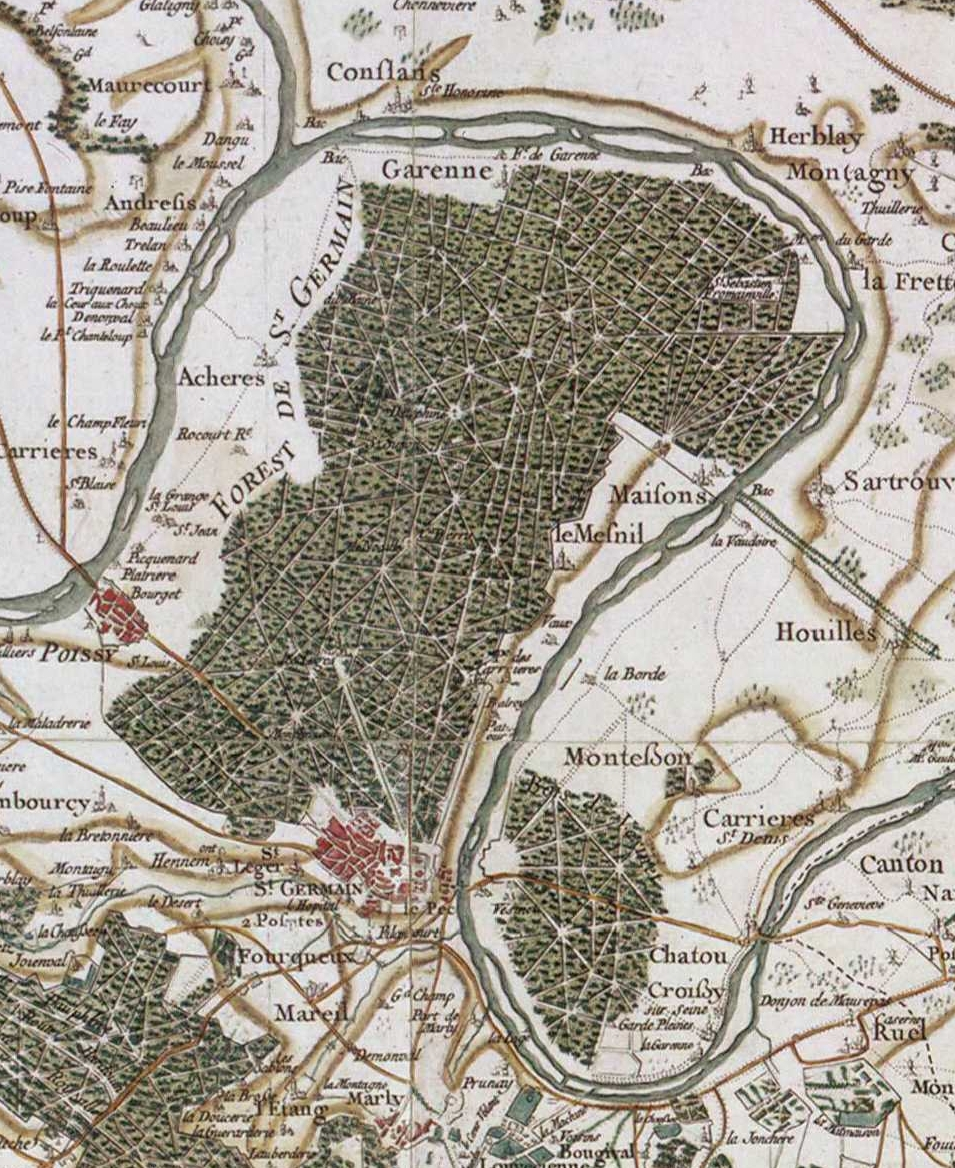
Pădurea din Vésinet într-o meandră a Senei, în jurul anului 1780 (harta Cassini).

Cardinalul de Noailles ordonă defrișarea pădurii, construind case și o capelă pentru agricultori.
Le Vésinet era un cătun al localității Chatou înainte de 1726, devenind parte din Le Pecq între 1726 și 1874.

### Revoluția Franceză și Imperiul
În timpul Revoluției, pe 20 frimaire anul II (adică 10 decembrie 1793), acest teritoriu este împărțit între noile comune Croissy (care primește 120 de hectare), Chatou (138 de hectare), Montesson (53 de hectare și jumătate) și Le Pecq (97 de hectare). Teritoriul comunei Le Pecq este de acum pe malul drept al Senei.

### Epoca contemporană

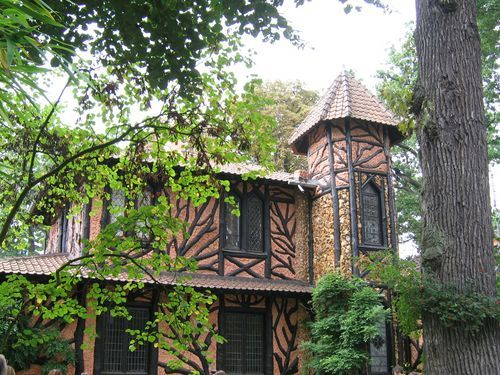
Casă cu pereți din lemn.

#### Linia de tren și fosta gară
În 1837, noua linie de cale ferată Paris-Saint-Lazare - Le Pecq este inaugurată. Trenul, neputând să urce panta până la Saint-Germain-en-Laye, avea gara situată în comuna Le Pecq, pe malul drept al Senei, la baza podului numit „podul Pecq”, reconstruit în 1963 și redenumit „podul Georges Pompidou” în 1996. Datorită unui șantier pentru un program imobiliar, vestigii ale acestei gări au fost descoperite la începutul anului 2017.
În 1848, construcția unui viaduct care traversează Sena și crearea unui tren numit „atmosferic” permit prelungirea liniei până la Saint-Germain-en-Laye; acest tren a suferit un accident în gara Le Vésinet pe 6 septembrie 1858, soldat cu trei morți și 35 de răniți.
Traseul liniei fiind modificat pentru a se conecta cu viaductul, această primă gară a fost abandonată, iar în 1862 a fost deschisă o a doua gară, situată la 1 km în amonte. Deși amplasată pe teritoriul comunei Le Vésinet, această nouă gară poartă numele „Le-Pecq”. În 1955, a fost construită o nouă clădire pentru călători pe strada Watteau, la 50 de metri mai departe, fără a distruge clădirea precedentă, care a fost dezafectată și așteaptă o reabilitare majoră (mai 2023) și o destinație încă nedefinită.
Când linia a devenit linia A a RER, în 1972, a fost construită o nouă gară, situată la 100 m în amonte. Aceasta poartă numele „Le Vésinet - Le-Pecq”, pentru a se distinge de gara „Vésinet-Centre”, amplasată în centrul orașului, la 1 km distanță.

#### Crearea orașului
În 1855, Napoleon al III-lea a decretat că, la sud de pădurea Le Vésinet, va fi construit un azil pentru muncitorii convalescenți sau mutilați în timpul lucrărilor lor. Pe 29 septembrie 1859, azilul imperial din Le Vésinet a fost inaugurat. Acesta este și în prezent un centru de sănătate, aflat în proprietatea departamentului Yvelines.
De altfel, Henri Place, bancher, deține numeroase suprafețe împădurite în regiunea Saint-Germain-en-Laye și Marly. Gestionarea băncii sale dă semne de fragilitate, iar ducele de Morny, fratele vitreg al lui Napoleon al III-lea, este îngrijorat pentru cele două milioane pe care le are depuse acolo.
Morny (sau unul dintre apropiații săi) are ideea de a provoca un schimb între câmpia numită „de la Jonction”, situată între Saint-Germain-en-Laye și Marly, pentru a extinde terenul de vânătoare al statului, și pădurile din Le Vésinet, care se află pe teritoriul a trei comune și sunt mai puțin potrivite pentru vânătoare, dar care ar putea aduce un profit excelent pentru creditorii bancherului. Pentru a conduce această operațiune, Morny se gândește la Alphonse Pallu, un industrial dinamic stabilit în Auvergne, dar și primar al localității Pontgibaud și consilier general al departamentului Puy-de-Dôme.
Contractul provizoriu de schimb a fost semnat pe 2 octombrie 1855 între Achille Fould, ministrul Finanțelor, și Henri Place.
Pe 24 mai 1856, este fondată societatea Pallu et Cie, al cărei scop este urbanizarea pădurii din Le Vésinet pentru a înființa un oraș nou. Administratorul este Alphonse Pallu, asociat cu Auguste Morny, care a contribuit și la urbanizarea orașelor Deauville și Biarritz. Astfel, este consfințit schimbul de terenuri cu Napoleon al III-lea, prin care 321 de hectare de teren situate între pădurile Saint-Germain-en-Laye și Marly, reunind astfel terenurile de vânătoare într-un singur bloc, sunt schimbate contra 436 de hectare în Le Vésinet și 49 de hectare în pădurea Saint-Germain-en-Laye.
Crearea planului orașului a fost încredințată contelui de Choulot, conform unui concept de oraș-grădină „în stil englezesc”, cu un plan în tablă de șah pentru centrul orașului, dar cu drumuri curbe pentru rețeaua secundară de circulație, precum și spații verzi străbătute de râuri artificiale. Lucrările de defrișare, terasare, crearea rețelelor de lacuri și râuri, instalarea rețelei de apă potabilă, precum și construcțiile de artă au fost realizate de Pierre-Joseph Olive, arhitectul oficial al societății Pallu. Choulot și Olive au semnat împreună vederea cavaleristică a localității Le Vésinet (aflată în primăria din Le Vésinet), datată 1858. Conform tradiției, centrul orașului include o biserică, Sainte-Marguerite, consacrată pe 2 iulie 1865, unul dintre primele clădiri publice din beton realizate în Franța.
Societatea Pallu amenajează ceea ce va deveni una dintre primele lotizări din Franța, iar vânzarea prin licitație publică a primelor loturi începe pe 10 octombrie 1858. Sunt tipărite afișe pentru a promova caracterul de stațiune al orașului și pentru a atrage burghezia pariziană: călătoria cu trenul din gara Saint-Lazare până la această destinație devine foarte apreciată.
În 1858, este redactat un caiet de sarcini care a fost modificat în septembrie 1865 și mai 1869. Acesta stabilește regulile pe care trebuie să le respecte cumpărătorii pentru a păstra caracterul rezidențial al lotizării. În special, sunt interzise toate activitățile industriale; doar „comerțurile, meșteșugurile și industriile utile construcțiilor sau necesităților domestice” sunt autorizate să se instaleze „doar pe acele loturi care vor fi desemnate în mod special în acest scop de către domnii Pallu et Cie.” Grădinarii și florarii sunt liberi să se stabilească oriunde doresc.
Este unul dintre primele regulamente de urbanism stabilite în Franța.
În 1866, a fost amenajat un hipodrom în jurul actualului Grand Lac, numit și lacul Ibis (denumit pe atunci „lacul Hipodromului”).
La 31 mai 1875, Le Vésinet este ridicat la rangul de comună autonomă. Alphonse Pallu devine primul său primar.
În 1934, cea mai mare parte a peluzelor și a râurilor a fost clasificată sau inclusă în inventarul siturilor pitorești protejate.

#### Turul Franței
Turul Franței pleacă din Le Vésinet în 1925, apoi în fiecare an, din 1927 până în 1939 inclusiv. Startul competiției are loc la Paris, în apropierea zonei Étoile, dar plecarea reală este dată din Le Vésinet, uneori chiar noaptea, în jurul orei două sau trei dimineața. Organizatorul plecării este Julien Rudolphe, fost ciclist de pistă și specialist în cursele de semi-fond înainte de Primul Război Mondial. În 1917, el își deschide la Le Vésinet atelierul și magazinul de construcție și reparații de biciclete, într-o clădire construită de el la numărul 15 bis de pe bulevardul Carnot. Clădirea aparține acum orașului, iar pe fațada sa a fost montată o placă comemorativă.

#### Al Doilea Război Mondial
Orașul a fost bombardat de trei ori:
- de către germani, pe 3 iunie 1940, cel puțin o victimă;
- de către britanici, pe 3 martie 1942, cu două sau trei victime și cincisprezece răniți;
- de către americani, pe 1 iunie 1944, cu trei sau patru victime.

André Douminjou a fost executat de germani pe 21 august 1944, la Le Vésinet, în timpul unei luări de ostatici în fața cafenelei Primăriei, pe bulevardul Carnot.

#### Perioada postbelică
În 1970, toate zonele rezidențiale cu locuințe individuale din comună au fost, la rândul lor, incluse în inventarul siturilor pitorești din departamentul Yvelines. În cele din urmă, în 1983, au fost clasificate toate lacurile, râurile, peluzele, spațiile verzi și celelalte zone publice.
Lacul Ibis (sau Grand Lac sau lacul Hipodromului) este cumpărat de către oraș în 1914. Celelalte patru lacuri și râurile care le leagă, făcând obiectul unui acord de concesiune între Lyonnaise des Eaux și oraș (în 1949, reînnoit în 1974), sunt integrate în domeniul public mai târziu, în 2005.
Acest ansamblu de măsuri de protecție a permis ca Le Vésinet să rămână un exemplu unic în Franța de „oraș-parc”. De asemenea, din 1997, Le Vésinet beneficiază de distincția supremă a celor „Patru Flori” în cadrul Concursului Național al Orașelor și Satelor înflorite.

## Populația și societatea

### Date demografice
Evoluția numărului de locuitori este cunoscută prin recensămintele populației efectuate în comuna respectivă începând din 1872. Pentru comunele cu mai puțin de 10 000 de locuitori, un recensământ al întregii populații este realizat la fiecare cinci ani, populațiile legale pentru anii intermediari fiind estimate prin interpolare sau extrapolare.
În 2021, comuna număra 15646 locuitori, în scădere cu -1,5 % față de 2015 (Yvelines: +2,04 %, Franța fără Mayotte: +1,84%).
| An        | 1872 | 1876 | 1886 | 1901 | 1921 | 1936  | 1962  | 1982  | 2006  | 2014  | 2021  |
| --------- | ---- | ---- | ---- | ---- | ---- | ----- | ----- | ----- | ----- | ----- | ----- |
| Populație | 2285 | 2465 | 4460 | 5414 | 7610 | 11712 | 17964 | 17272 | 16419 | 15929 | 15646 |

## Cultură locală și patrimoniu

### Locuri și monumente
Le Vésinet include numeroase vile cu o arhitectură pitorească și foarte diversă în stiluri (anglo-normand, neo-gotic, „romanic”...) încă de la sfârșitul secolului XIX și începutul secolului XX.
Multe dintre ele sunt înregistrate în Inventarul general al patrimoniului cultural din Île-de-France, gestionat de Ministerul Culturii.
Cinci edificii sunt clasificate sau înscrise ca Monuments Historiques ISMH (Monumente istorice clasificate sau înregistrate):
- Wood Cottage (122, boulevard des États-Unis): construită în 1864 de antreprenorul Tricotel[17] pentru M. Taconnet. Fațadele sale prezintă modele din beton care reprezintă ramuri de copac. Înregistrată în inventarul suplimentar în 1993, această casă a fost clasată Monument istoric în 2000. A fost lăsată în 2007 orașului de către Monique Suzanné, ultima sa proprietară, pentru a fi amenajată ca muzeu.
- Villa Berthe sau La Hublotière (72, route de Montesson): construită în 1896, este una dintre puținele realizări ale arhitectului Hector Guimard, creatorul intrărilor stațiilor de metrou pariziene. A fost înscrisă în 1979 în Inventarul suplimentar al monumentelor istorice (ISMH)[17][46].
- Le Palais Rose du Vésinet[17] (12, rue Diderot): vilă construită pe modelul Grand Trianon din Versailles în jurul anului 1900 pentru inginerul Arthur Schweitzer; acesta nu o păstră decât doi ani, deoarece a ajuns în ruină și a fost nevoit să vândă clădirea miliardarului Pârsî Ratanji Jamsetji Tata. După o nouă vânzare, palatul a fost locuit între 1908 și 1921 de poetul și estetul Robert de Montesquiou, care l-a lăsat ultimului său secretar, Henri Pinard. Acesta l-a vândut în 1923 Luisei Amann, marchiza Luisa Casati, muze a numeroși artiști din prima jumătate a secolului XX, care, aflată în ruină, l-a abandonat în fața creditorilor săi în 1932. În 1912, Robert de Montesquiou cumpărase un teren împădurit adiacente, unde a făcut să fie desenat un parc și amplasate numeroase vase și statui. Aici a construit, în special, o rotundă, botezată „Templul Iubirii”, care adăpostea vasul ce fusese cada de marmură a apartamentului doamnei de Montespan de la Versailles[47]. Le Palais Rose este înscris la ISMH din 1986.
- L'Hôpital du Vésinet (72, avenue de la Princesse): fost azil imperial construit în 1859, înscris parțial în 1998 în Inventarul suplimentar ISMH[48].
- L'église Sainte-Marguerite (place de l'Église): este primul edificiu non-industrial realizat din beton în Franța. Biserica a fost construită între 1862 și 1865 la comanda societății Pallu, de către arhitectul Louis-Auguste Boileau, care a adoptat un concept inovator, utilizând o structură metalică acompaniată de un zid de umplutură prefabricat din beton, conform procedeului Coignet, care imita piatra, acoperit cu un sistem de pendentive cu nervuri metalice. Această biserică a fost foarte criticată la momentul construirii din cauza formei sale, dar și din cauza procedeului Coignet, care a stârnit controverse. Vitraliile din naos și cor, oferite de Alphonse Pallu și de alți parohieni generoși, au fost montate între 1865 și 1904. În 1866, parohia din Le Vésinet a fost înființată de Napoleon al III-lea. În 1896, a fost adăugată o sacristie în axa corului, precum și două capele laterale conectate printr-un deambulant, conform planurilor arhitectului Louis Gilbert. Între 1901 și 1903, Maurice Denis a decorat capelele, care au fost complet restaurate în 2007-2008. În 1980, Emmanuel Chauche, maestru vitralist și locuitor din Le Vésinet, a restaurat vitraliile și a adăugat trei noi. În iulie 2009, un incendiu a avariat grav o parte din biserică, făcând necesară o nouă restaurare, care a continuat cu restaurarea corului și a deambulantului (2012-2014). Inscrisă în inventarul suplimentar în 1978, a fost clasată Monument istoric în aprilie 2016[49].

Se poate de asemenea semnala:
- Biserica Sainte-Pauline (55, boulevard d'Angleterre): în 1905, după separarea Bisericii de Stat, o locuitoare din Le Vésinet, doamna Chardon, oferă episcopatului din Versailles terenul pe care va fi construită biserica Sainte-Pauline. Aceasta, construită datorită generozității doamnei Chardon și a altor locuitori din Le Vésinet, a fost numită Sainte-Pauline, în memoria fiicei sale unice, decedate în 1886. Biserica a fost consacrată pe 13 iulie 1913 de către Monseniorul Gibier, episcopul din Versailles. Inițial atașată la Sainte-Marguerite, Sainte-Pauline a devenit parohie pe 15 ianuarie 1919;
- Vila „romanică” Olivia, situată pe 12 avenue Rembrandt, construită de Pierre-Joseph Olive;
- Templul protestant din Le Vésinet, a cărei parohie reformată este membră a Bisericii protestante unite din Franța, a fost inaugurat în 1880;
- În centrul rondului cerbului se află statuia „Le cerf d'Europe” din fontă, realizată de Pierre Louis Rouillard;
- Lacul Ibis, clasificat din 1934[17].

### Personalități
- Alain (1868-1951), scriitor și filozof, a trăit la Le Vésinet până la moartea sa, la adresa 75, rue Maurice-Berteaux, într-o vilă cumpărată în 1917 și numită „La maisonnette”. O placă comemorativă, vizibilă de pe stradă, este montată pe fațadă. Liceul situat în comună poartă numele său.
- Guillaume Apollinaire (1880-1918), poet, și-a petrecut copilăria la Le Vésinet împreună cu mama sa și fratele său Albert, la adresa 8, boulevard Carnot (demolată).
- Robert Aron (1898-1975), scriitor și academician francez, s-a născut la Le Vésinet, la adresa 55, avenue Georges-Clemenceau (pe atunci avenue Centrale).
- Josephine Baker (1906-1975), cântăreață, dansatoare și vedetă de revistă, a trăit între 1929 și 1947 în vila „Le Beau-Chêne”[50] la 52, avenue Georges-Clemenceau.
- Jean-Louis Barrault (1910-1994), actor, regizor și director de teatru, s-a născut la Vésinet, pe 8 septembrie 1910, la numărul 11 de pe strada Bisericii, unde tatăl său avea o farmacie.
- Walerian Borowczyk (1923-2006), cineast, artist plastic și scriitor, a trăit la Vésinet timp de aproximativ treizeci de ani, până la sfârșitul vieții.
- Antoine Bourdelle (1861-1929) este un sculptor francez. În 1929, era bolnav. Prietenul său, Eugène Rudier, l-a invitat să petreacă vara în Vésinet[51] la 18, route des Bouleaux. Sculptorul a murit acolo în octombrie și este înmormântat în cimitirul Montparnasse.
- Philippe Bouvard (1929-), jurnalist și prezentator de radio, a trăit aproximativ treizeci de ani la 82 Route de Montesson.
- Yaël Braun-Pivet (1970-), femeie de stat, deputată din 2017 și președinte a Adunării Naționale din 2022, locuiește la Vésinet, unde este consilier municipal din 2020.
- Julien Carette (1897-1966), actor prolific, a locuit în Vésinet până la moartea sa la 13 avenue du Grand-Veneur.
- Luisa Casati (1881-1957), muza unui mare numar de artisti de la inceputul secolului XX, a locuit intre 1924 si 1932 la Palatul Roz.
- Cécile Chaminade (1857-1944), pianistă și compozitoare, susținută de Georges Bizet, a locuit la 39 boulevard du Midi (azi 41 boulevard du Président-Roosevelt) între 1865 și 1925. A fost primul muzician care a fost promovat la calitatea de cavaler al Legiunii de Onoare.
- Charles de Gaulle (1890-1970) și-a stabilit cartierul general în mai 1940 la „la Gouvrière”, bulevardul Carnot 34.
- Robert de Montesquiou (1855-1921), scriitor, a deținut Palais Rose (14 Allée des Fêtes) și a locuit acolo între 1908 și 1921.
- Maurice de Vlaminck (1876-1958) și-a petrecut copilăria la Vésinet.
- Marcel Delannoy (1898-1962), compozitor, a locuit în Vésinet, pe strada Alphonse-Pallu nr. 36, de la sfârșitul anilor douăzeci până în 1940[52].
- Sylvine Delannoy (1929-1993), actriță franceză și fiica lui Marcel Delannoy, s-a născut la Vésinet.
- Fernand Fournier-Aubry cunoscut sub numele de Don Fernando (1901-1972), aventurier. Familia lui era din Vésinet[53].
- Georges Gimel (1898-1962), artist expresionist francez, a locuit cu soția sa, Madeleine Louise Jeannest, la 16 avenue du Grand-Veneur.
- Jean Gorin (1899-1981), pictor și sculptor, a locuit la 8 rue Thiers din 1934.
- Julien Green (1900-1998), scriitor american de limbă franceză, a locuit în Vésinet în „villa du Lac”, 1 avenue Scribe, pe care părinții săi o închiriaseră de la începutul anului 1913 până în septembrie 1915.
- Léon Groc (1882-1956), jurnalist și scriitor, a locuit în Vésinet, din 1930 până în 1938 la 23 allée de la Meute și din 1938 până în 1941 la 43 avenue Corot.
- Astrid și Brice Guyart (1981- și 1983-), campioni olimpici la scrimă, au fost pregătiți în acest sport la USV, în Vésinet.
- Jeanne Lanvin (1867-1946), designer de modă și parfumuri, a locuit câțiva ani în Vésinet în vila ei, „les Vieilles Tuiles”, de pe bulevardul Belgique nr. 8. Este înmormântată în cimitirul municipal[54].
- Auguste Le Breton (1913-1999), scriitor, și-a trăit ultimii ani în Vésinet, la 12 rue Pasteur. Este înmormântat în cimitirul municipal.
- Lucien Lévy-Dhurmer (1865-1953), pictor și ceramist, a murit la Vésinet la 9 avenue des Pages.
- Charles Rigoulot (1903 - 1962), halterofil;
- Francis López (1916-1995), compozitor de operete, a locuit în Vésinet între 1948 și 1950 într-o vilă situată pe Île-du-Rêve (Lac Inférieur) distrusă de un incendiu în 1991.
- Jean Marais (1913-1998), actor de film, a trăit o parte din copilărie în Vésinet, bulevardul Belgique, în prezent la numărul 90[55], unde a fost crescut împreună cu fratele său de mama lor, mătușa și bunica lor. A urmat școala Saint-Charles[56]. Cinematograful Vésinet îi poartă numele.
- Luis Mariano (1914-1970), cântăreț de operetă, a locuit în vila „Magreluma” situată pe bulevardul Carnot 86, acum „Les Lionceaux”.
- Albert Robida (1848-1926), designer, litograf, gravor, caricaturist și romancier, și-a construit o vilă la 15 route de la Plaine. A plecat după primul război mondial. A fost consilier municipal al orașului Vésinet între 1900 și 1908.
- Lilian Silburn (1908-1993), indianistă, director de cercetare la CNRS și specialist în șaivismul Kashmir[57].
- Maurice Utrillo (1883-1955), pictor, a locuit în Le Vésinet împreună cu soția sa pictoriță, Lucie Pauwels, cunoscută sub numele de Lucie Valore, timp de aproximativ douăzeci de ani, până la moartea sa în 1955, mai întâi la 27 Route de la Plaine până în 1936 apoi la 18 Route des Bouleaux. (vila La Bonne Lucie).
- Iannis Xenakis (1922-2001), compozitor, arhitect și inginer civil, a stat la Vésinet în vila „Les Vertes Feuilles” de pe avenue de la Princesse 35, casă pe care edițiile Salabert a pus-o la dispoziție artiștilor pentru a le permite să lucreze în calm.

## Înfrățiri
- Statele Unite ale Americii – Oakwood - din 1972
- Canada – Outremont - din 1975
- Germania – Unterhaching - din 1978
- Regatul Unit al Marii Britanii și al Irlandei de Nord – Worcester - din 1994
- Australia – Hunters Hill - din 1998
- Spania – Villanueva de la Cañada - din 2006